# Tanggou (köpinghuvudort i Kina, Liaoning Sheng, lat 40,60, long 123,61)
Tanggou är en köpinghuvudort i Kina. Den ligger i provinsen Liaoning, i den nordöstra delen av landet, omkring 130 kilometer söder om provinshuvudstaden Shenyang. Antalet invånare är 12 483. Befolkningen består av 5 967 kvinnor och 6 516 män. Barn under 15 år utgör 15,0 %, vuxna 15-64 år 72 %, och äldre över 65 år 12,0 %.
Runt Tanggou är det ganska tätbefolkat, med 108 invånare per kvadratkilometer. Närmaste större samhälle är Qingchengzi, 14,4 km norr om Tanggou. Omgivningarna runt Tanggou är en mosaik av jordbruksmark och naturlig växtlighet.
Genomsnittlig årsnederbörd är 1 241 millimeter. Den regnigaste månaden är juli, med i genomsnitt 373 mm nederbörd, och den torraste är januari, med 9 mm nederbörd.